# پیز چاولاتش
پیز چاولاتش (به لاتین: Piz Chavalatsch) یک کوه در سوئیس است که در کانتون گراوبوندن واقع شده‌است. پیز چاولاتش ۲٬۷۶۳ متر بالاتر از سطح دریا واقع شده‌است.